# Onișcani (okręg Bacău)
Onișcani – wieś w Rumunii, w okręgu Bacău, w gminie Filipești. W 2011 roku liczyła 471 mieszkańców.